# Laodamia (filla d'Acast)
Segons la mitologia grega, Laodamia (en grec antic: Λαοδάμεια, Laodàmeia) va ser una filla d'Acastos, rei de Iolcos, i d'Astidamia. Tenia dues germanes, Estènele i Estèrope
Es casà amb l'heroi tessali Protesilau, al qual estimava apassionadament. Sabent que el seu marit era mort a la guerra de Troia (va ser el primer grec mort en aquella lluita), va suplicar als déus que el fessin tornar de l'Hades. Aquests hi accediren, però només per tres hores. Passat aquest temps, quan Protesilau va haver de tornar a l'Hades, ella se suïcidà als seus braços per seguir-lo a l'altre món.
Segons una variant del mite, Laodamia va fer una figura de cera amb els trets de Protesilau, i es passava força temps abraçant-la. Quan el seu pare ordenà que la cremessin, ella es va llançar també a les flames.